# Moderna
Moderna, Inc. è un'azienda statunitense che opera nel campo delle biotecnologie, particolarmente attiva nell'ambito della ricerca e lo sviluppo di farmaci basati sull'RNA messaggero (mRNA). Fondata nel 2010, ha sede a Cambridge (Massachusetts), è quotata al Nasdaq ed è inserita nell'Indice Russell 1000.

## Storia

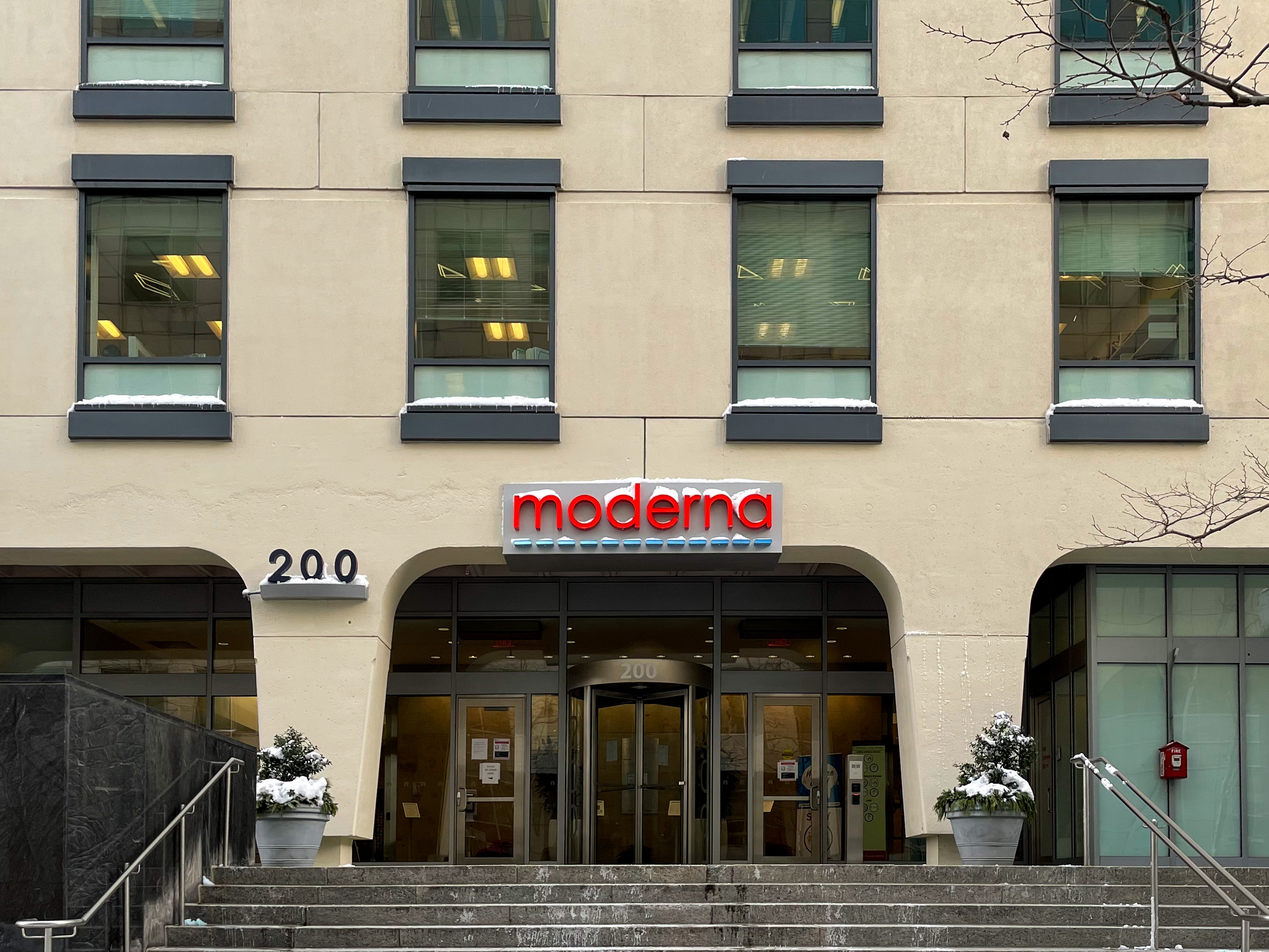
La sede centrale di Moderna a Cambridge, Massachusetts

Nel 2010, ModeRNA Therapeutics (il nome è una parola composta da modificato e Rna) è stata formata per commercializzare la ricerca del biologo delle cellule staminali Derrick Rossi, un canadese quarantenne. Rossi aveva sviluppato un metodo per modificare l'mRNA trasfettandolo prima in cellule umane, poi distribuendolo in cellule staminali che potevano poi essere ulteriormente differenziate nei tipi di cellule bersaglio desiderate.  Ed era anche entusiasta della ricerca effettuata nello stesso campo da Katalin Karikó e Drew Weissman. Rossi si era così avvicinato al membro della facoltà dell'Università di Harvard Tim Springer, il quale si era a sua volta rivolto sollecitando un co-investimento a Bob Langer, bio-ingegnere al MIT e inventore con circa 400 brevetti nel campo dei farmaci, e a Kenneth R. Chien. Rossi, annoverato nel 2010 da Time nella top-ten degli scienziati emergenti, aveva chiesto l'intervento anche ad una società di venture capital, Flagship Ventures (in seguito Flagship Pioneering), fondata e diretta da un imprenditore e biochimico libanese di origini armene e grande sponsor di start-up, Noubar Afeyan.
Nel 2011, Noubar Afeyan, diventato presidente di Moderna dopo essere il più grande azionista singolo con il 19,5% della società mentre il suo fondo, Flagship Pioneering, possedeva il 18%, aveva nominato il francese Stéphane Bancel, responsabile vendite e operazioni farmaceutiche europee, come CEO di Moderna.  E nel marzo 2013 Bancel era stato il protagonista di un robusto finanziamento: Moderna e AstraZeneca hanno firmato un accordo di opzione esclusiva quinquennale per scoprire, sviluppare e commercializzare l'mRNA per i trattamenti nelle aree terapeutiche delle malattie cardiovascolari, metaboliche e renali e obiettivi selezionati per il cancro. L'accordo includeva un pagamento anticipato di 240 milioni di dollari a Moderna, un pagamento che era "uno dei più grandi pagamenti iniziali di sempre in un accordo di licenza dell'industria farmaceutica che non coinvolge un farmaco già testato negli studi clinici", e una quota dell'8% in Moderna. Nel maggio 2020, solo un candidato ha superato la fase 1, un trattamento per l'ischemia del miocardio, targata AZD8601.
Nel gennaio 2014, Moderna e Alexion Pharmaceuticals hanno stipulato un accordo da 125 milioni di dollari per malattie orfane che necessitano di terapie. Alexion ha pagato a Moderna 100 milioni di dollari per 10 opzioni di prodotto per sviluppare trattamenti per malattie rare, incluso per la sindrome di Crigler-Najjar, utilizzando la piattaforma terapeutica mRNA di Moderna. Nel 2016, Bancel ha dichiarato a un gruppo di investitori della JPMorgan Chase che il lavoro con Alexion sarebbe presto entrato nella fase delle prove umane. Tuttavia, entro il 2017, il programma con Alexion era stato scartato poiché le sperimentazioni sugli animali avevano dimostrato che il trattamento di Moderna non sarebbe mai stato abbastanza sicuro per l'uso nell'uomo.
Nel febbraio 2016, un editoriale su Nature ha criticato Moderna per non aver pubblicato alcun documento peer-reviewed sulla sua tecnologia, a differenza della maggior parte delle altre aziende biotecnologiche emergenti e consolidate, e ha confrontato il suo approccio con quello del controverso fallito Theranos. Nel settembre 2018, Thrillist ha pubblicato un articolo intitolato "Why This Secretive Tech Start-Up Could Be The Next Theranos",  criticando questo atteggiamento di segretezza e l'assenza di convalida scientifica o revisione internazionale indipendente della sua ricerca, pur avendo la più alta valutazione di qualsiasi azienda biotecnologica privata statunitense a oltre 5 miliardi di dollari. Un ex scienziato di Moderna ha detto a Stat: "È un caso di vestiti nuovi dell'imperatore. Gestiscono una società di investimento, e poi speriamo, affermano, che sviluppi anche un farmaco che abbia successo" .

### mRNA-1273
Il 16 novembre 2020 l'azienda ha annunciato la messa a punto di mRNA-1273, un vaccino a RNA per far fronte alla pandemia di COVID-19 del 2019-2021, per il quale ha dichiarato un'efficacia del 94,5%, lo 0,5% in meno rispetto al vaccino Tozinameran di BioNTech e Pfizer, rispetto al quale, però, è di più facile conservabilità.